# Ismael Tocornal

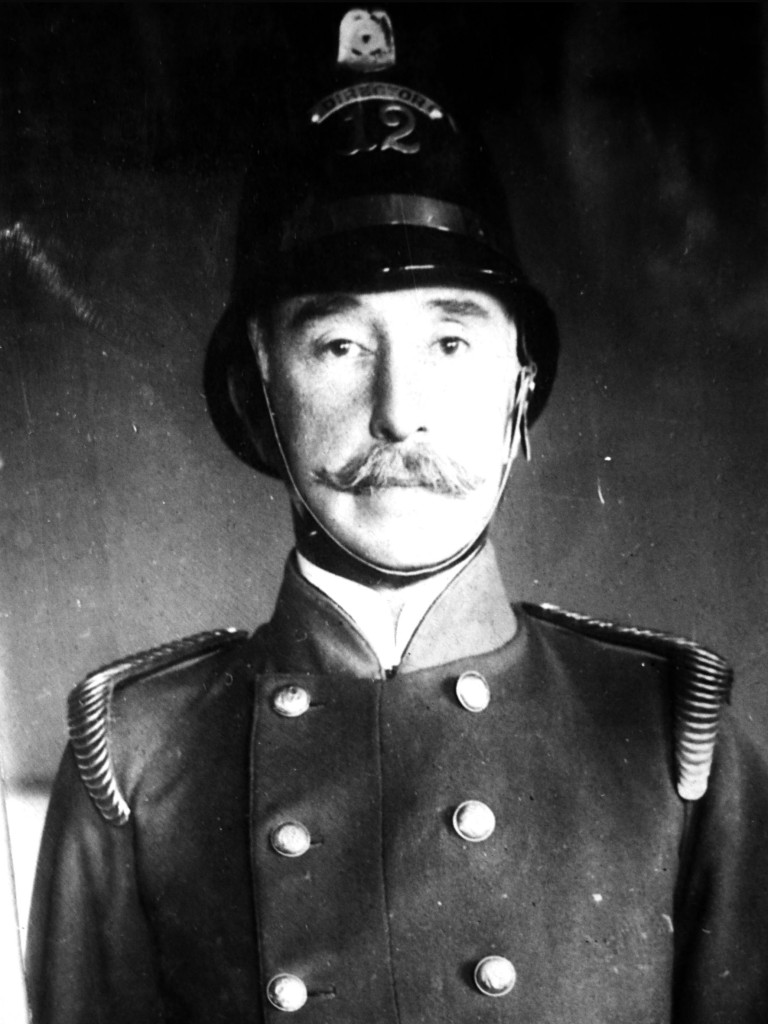
Ismael Tocornal como bombero.

Ismael Tocornal Tocornal  (Santiago, 5 de abril de 1850-Santiago, 6 de octubre de 1929) fue un político, bombero, empresario y abogado chileno.

## Biografía
Fue hijo de Manuel Antonio Tocornal y Grez y de Mercedes Ignacia Tocornal Velasco. Sus estudios los realizó en el Instituto Nacional y Colegio San Ignacio. Se tituló de abogado en la Universidad de Chile, el 20 de junio de 1873. Se dedicó a actividades vinícolas y textiles, especialmente en su fundo San José en Puente Alto. 

### Matrimonios e hijo
Se casó con Leonor Cazotte Alcalde y tuvieron un hijo, Manuel Antonio Tocornal Cazotte; en segundo matrimonio, se casó con Josefina Matte Pérez y tuvieron a Domingo Tocornal Matte.

### Compañía de Bomberos «Chile Excelsior»
El 30 de abril de 1893, frente a la inquietud de un grupo de jóvenes del Barrio Yungay que ven la necesidad de contar con un cuerpo de bomberos especializado en hachas y escaleras, Ismael Tocornal escribe al Superintendente de Bomberos de la época, Enrique MacIver Rodríguez, con el fin de iniciar el proceso de institución del grupo bomberil en la zona. Así nace la Compañía de Bomberos «Chile Excelsior», la cual se constituye legalmente el 7 de junio de 1893. Entre sus primeros integrantes se encuentran ex bomberos de origen francés. Actualmente es recordado como el fundador ilustre de la 12.ª Compañía de Bomberos de Santiago.

### Actividad vinícola y textil en Puente Alto
El negocio familiar refente a la actividad vinícola se remonta al padre de Ismael, el señor Manuel Antonio Tocornal, quien además de fungir como político comenzó la actividad vinícola en la Viña El Mariscal del Valle de Maipo. En 1887 Ismael decide continuar la labor de su padre pero en otra zona de la Región Metropolitana, específicamente en el fundo San José de Las Claras de Puente Alto. Allí planta las primeras cepas viníferas de Cabernet Sauvignon, reconociendo la calidad del clima y el suelo existente en el Valle Central de Chile. La viña no continúa su producción en la actualidad, ya que los terrenos pertenecen a la sociedad vinícola Concha y Toro.
En 1894 contribuyó a la fundación de la Fábrica Nacional de Tejidos de Punto, conocida también como Fábrica Victoria, en la localidad Puente Alto, que actualmente continúa su actividad económica.
Debido a sus actividades comerciales y su establecimiento en lo que hoy es la comuna de Puente Alto, su familia cuenta con varios reconocimientos públicos, tanto en el nombre de calles como de plazas.

## Vida política

### Diputado por La Victoria y por Cauquenes y Constitución
Se inscribió en su juventud en el Partido Radical; más tarde, en 1921 estuvo abanderado con la Alianza Liberal, y por este mismo año, abanderizó con la Unión Nacional. Llegó al Congreso por primera vez, como diputado suplente por La Victoria, periodo 1879-1882. 
Electo diputado propietario por La Victoria, periodo 1882-1885; fue diputado reemplazante en la Comisión Permanente de Constitución, Legislación y Justicia e integró la Comisión Permanente de Negocios Eclesiásticos.
Nuevamente diputado, pero esta vez por Cauquenes y Constitución, período 1897-1900; fue presidente provisorio de la Cámara, 15 de mayo de 1897 y presidente, 9 de junio del mismo año hasta el 2 de julio de 1898. Fue diputado reemplazante en la Comisión Permanente de Gobierno y miembro de la Comisión Conservadora para el receso 1898-1899.

### Senador por Ñuble y por Santiago
Fue al Senado, electo por Ñuble, periodo 1915-1921; integró la Comisión Permanente de Culto y Colonización; la de Presupuestos; la de Hacienda y Empréstitos Municipales y la de Agricultura, Industria y Ferrocarriles, de la que fue su presidente. Fue senador reemplazante en la Comisión Permanente de Hacienda. Fue presidente provisorio del Senado, 20 de mayo al 3 de junio de 1918 y presidente, 3 de junio de 1918 hasta el 8 de septiembre de 1919. En la segunda parte de su labor senatorial, integró además, la Comisión Permanente de Policía Interior.
Senador por Santiago, período 1918-1924; el 26 de junio de 1922, se incorporó al Senado, en reemplazo de Armando Quezada Acharán, quien fue designado embajador y ministro plenipotenciario en Francia. Fue senador reemplazante en la Comisión Permanente de Obras Públicas y Colonización.

### Embajador en Inglaterra y diputado por La Victoria
En 1919 fue designado jefe de la Embajada Especial en Inglaterra, la que retribuyó la visita que hiciera a Chile a principios de ese año, el embajador Maurice de Bunsen. En esta ocasión el rey Jorge V del Reino Unido lo condecoró con la gran cruz de la Orden de San Miguel y San Jorge.
Nuevamente electo diputado por La Victoria y Melipilla, periodo 1891-1894; integró la Comisión Permanente de Gobierno y Relaciones Exteriores y la de Negocios Eclesiásticos.
Miembro de la Comisión Conservadora para el receso abril-mayo 1892. Por Decreto de la Junta de Gobierno de 7 de septiembre de 1891, se convocó a elecciones de senadores, diputados, municipales y electores de presidente de la República, en conformidad a las leyes de 20 de agosto y 20 de septiembre de 1890 y al acuerdo del Senado de 13 de septiembre del mismo año, para el 18 de octubre de 1891. El 10 de noviembre de 1891 se dio lectura a un mensaje de la Excma. Junta de Gobierno comunicando que daba por terminada su misión y entregaba al Congreso Nacional de Chile el mando supremo que le fuera confiado. En la misma sesión se acordó que el capitán de navío Jorge Montt, continuara como jefe del Poder Ejecutivo «hasta que el presidente de la República tome posesión de su cargo».

### Cargos encomendados por el presidente de la República de Chile

Escudo de Ismael Tocornal con la Orden de San Miguel y San Jorge

Fue nombrado ministro de Industrias y Obras Públicas, en el gobierno de Germán Riesco, 18 de septiembre al 18 de noviembre de 1901; nombrado ministro del Interior, 18 de noviembre de 1901 al 6 de mayo de 1902. Nuevamente ministro del Interior, pero en el gobierno de Pedro Montt del 15 de septiembre de 1909 al 20 de mayo de 1910. En esta fecha asumió como vicepresidente de la República, hasta el 31 de mayo de ese mismo año. Fue llamado al ministerio del Interior una vez más en el gobierno de Pedro Montt, del 31 de mayo de 1910 al 17 de junio del mismo año. Fue llamado nuevamente al ministerio del Interior, pero en el gobierno de Ramón Barros Luco, del 23 de enero al 20 de mayo de 1912. En el gobierno de Juan Luis Sanfuentes Andonaegui, fue llamado en otra oportunidad al ministerio del Interior, 14 de julio al 29 de septiembre de 1917. Durante la presidencia de Arturo Alessandri Palma volvió a ser ministerio del Interior, del 3 de noviembre de 1921 al 1° de abril de 1922. En 1920 fue miembro del tribunal de Honor que resolvió la lucha presidencial entre Arturo Alessandri y Luis Barros Borgoño. En 1925 se creó el Banco Central de Chile siendo nombrado Ismael Tocornal como presidente de la institución. Permaneció en el cargo hasta su muerte, ocurrida en Santiago, el 6 de octubre de 1929.
| Cargo                                   | Inicio                   | Término                  | Presidente en funciones         |
| --------------------------------------- | ------------------------ | ------------------------ | ------------------------------- |
| Ministro de Industrias y Obras públicas | 18 de septiembre de 1901 | 18 de noviembre de 1901  | Germán Riesco                   |
| Ministro del Interior                   | 18 de noviembre de 1901  | 6 de mayo de 1902        | Germán Riesco                   |
| Ministro del Interior                   | 15 de septiembre de 1909 | 20 de mayo de 1910       | Pedro Montt                     |
| Vicepresidente de la República de Chile | 20 de mayo de 1910       | 31 de mayo de 1910       | Pedro Montt                     |
| Ministro del Interior                   | 31 de mayo de 1910       | 17 de junio de 1910      | Pedro Montt                     |
| Ministro del Interior                   | 23 de enero de 1912      | 20 de mayo de 1912       | Ramón Barros Luco               |
| Ministro del Interior                   | 14 de julio de 1917      | 29 de septiembre de 1917 | Juan Luis Sanfuentes Andonaegui |
| Ministro del Interior                   | 3 de nociembre de 1921   | 1 de abril de 1922       | Arturo Alessandri Palma         |
| Presidente del Banco Central de Chile   | 22 de agosto de 1925     | 6 de octubre de 1929     | Arturo Alessandri Palma         |